# NoitaminA
Noitamina (japonsky ノイタミナ), stylizováno jako noitaminA, je programový blok japonské televizní stanice Fuji TV věnovaný anime, vysílající každý čtvrtek v noci od 00:45 do 1:15. Byl spuštěn s účelem vysílat anime pro starší cílovou skupinou diváků, zejména pro ženy ve věku kolem 20 let.
Blok začal vysílat v dubnu 2005 a vysílal seriály každou noc ze čtvrtka na pátek od 00:45 do 01:15, ovšem v roce 2010 byl prodloužen na celou hodinu (od 00:45 do 01:45). V dubnu 2015 pak byl opět zkrácen na půl hodiny, a to z důvodu vytvoření prostoru pro odvysílání pěti animovaných filmů z produkce noitaminA. Doposud jediným neanimovaným seriálem, který byl na noitaminA odvysílán, byla roku 2010 hraná adaptace mangy Mojašimon.
V roce 2016 uzavřel Amazon se stanicí Fuji TV smlouvu, že bude moct exkluzivně streamovat seriály bloku noitaminA na své službě Prime Instant Video. Prvním takovým seriálem se stal 17. března 2016 Kótecudžó no kabaneri. Smlouva však pozbyla platnosti v roce 2018, ve kterém už mohl Amazon exkluzivně distribuovat seriál Jakusoku no Neverland pouze v Japonsku a nikoliv mimo něj, jako tomu bylo původně.

## Seznam odvysílaných titulů

### Televizní seriály
| Č. | Název                                                 | Čas vysílání        | Vysíláno                                   | Vysíláno                                | Počet dílů      | Studio                                 | Zdroje               |
| Č. | Název                                                 | Čas vysílání        | Od                                         | Do                                      | Počet dílů      | Studio                                 | Zdroje               |
| -- | ----------------------------------------------------- | ------------------- | ------------------------------------------ | --------------------------------------- | --------------- | -------------------------------------- | -------------------- |
| 1  | Med a čtyřlístek                                      | 0:35                | 14. dubna 2005                             | 26. září 2005                           | 24              | J.C.Staff                              |                      |
| 2  | Paradise Kiss                                         | 0:35                | 13. října 2005                             | 29. prosince 2005                       | 12              | Madhouse                               |                      |
| 3  | Ajakaši: Japanese Classic Horror                      | 0:35                | 13. ledna 2006                             | 24. března 2006                         | 11              | Tóei Animation                         |                      |
| 4  | Džú-ó-sei                                             | 0:45                | 13. dubna 2006                             | 22. června 2006                         | 11              | Bones                                  |                      |
| 5  | Med a čtyřlístek II                                   | 0:45                | 29. června 2006                            | 14. září 2006                           | 12              | J.C.Staff                              |                      |
| 6  | Hataraki Man                                          | 0:45                | 12. října 2006                             | 21. prosince 2006                       | 11              | Gallop                                 |                      |
| 7  | Nodame Cantabile                                      | 0:45                | 11. ledna 2007                             | 28. června 2007                         | 23              | J.C.Staff                              |                      |
| 8  | Mononoke                                              | 0:45                | 12. července 2007                          | 27. září 2007                           | 12              | Tóei Animation                         |                      |
| 9  | Mojašimon                                             | 0:45                | 12. října 2007                             | 21. prosince 2007                       | 11              | Širogumi a Telecom Animation Film      |                      |
| 10 | GeGeGe no Kitaró                                      | 0:45                | 10. ledna 2008                             | 20. března 2008                         | 11              | Tóei Animation                         |                      |
| 11 | Tošokan sensó                                         | 0:45                | 10. dubna 2008                             | 26. června 2008                         | 12              | Production I.G                         |                      |
| 12 | Seijó kottó jógašiten                                 | 0:45                | 3. července 2008                           | 18. září 2008                           | 12              | Nippon Animation a Širogumi            |                      |
| 13 | Nodame Cantabile: Paris Chapter                       | 0:45                | 9. října 2008                              | 18. prosince 2008                       | 11              | J.C.Staff                              |                      |
| 14 | Gendži monogatari sennenki                            | 0:45                | 15. ledna 2009                             | 26. března 2009                         | 11              | TMS Entertainment a Tezuka Productions |                      |
| 15 | Higaši no Eden                                        | 0:45                | 9. dubna 2009                              | 18. června 2009                         | 11              | Production I.G                         |                      |
| 16 | Tokyo Magnitude 8.0                                   | 0:45                | 9. července 2009                           | 17. září 2009                           | 11              | Bones a Kinema Citrus                  |                      |
| 17 | Kúčú buranko                                          | 0:45                | 15. října 2009                             | 24. prosince 2009                       | 11              | Tóei Animation                         |                      |
| 18 | Nodame Cantabile: Finale                              | 0:45                | 14. ledna 2010                             | 25. března 2010                         | 11              | J.C.Staff                              |                      |
| 19 | Sarai-ja gojó                                         | 0:45                | 15. dubna 2010                             | 1. července 2010                        | 12              | Manglobe                               | [ 3 ] [ 8 ]          |
| 20 | Jodžóhan šinwa taikei                                 | 1:15                | 22. dubna 2010                             | 1. července 2010                        | 11              | Madhouse                               | [ 3 ] [ 9 ]          |
| 21 | Mojašimon (hraný)                                     | 0:45                | 8. července 2010                           | 16. září 2010                           | 11              | Širogumi                               | [ 3 ] [ 5 ]          |
| 22 | Šiki                                                  | 1:15                | 8. července 2010                           | 30. prosince 2010                       | 22              | Daume                                  | [ 3 ] [ 10 ] [ 11 ]  |
| 23 | Kuragehime                                            | 0:45                | 14. října 2010                             | 30. prosince 2010                       | 11              | Brain's Base                           | [ 3 ] [ 12 ]         |
| 24 | Fractale                                              | 0:45                | 13. ledna 2011                             | 31. března 2011                         | 11              | A-1 Pictures a Ordet                   | [ 13 ]               |
| 25 | Hóró musuko                                           | 1:15                | 13. ledna 2011                             | 31. března 2011                         | 11              | AIC                                    | [ 14 ]               |
| 26 | [C]                                                   | 0:45                | 14. dubna 2011                             | 23. června 2011                         | 11              | Tacunoko Production                    | [ 15 ] [ 16 ]        |
| 27 | Ano hi mita hana no namae o bokutači wa mada širanai. | 1:15                | 14. dubna 2011 11. července 2013 (repríza) | 23. června 2011 19. září 2013 (repríza) | 11              | A-1 Pictures                           | [ 16 ] [ 17 ]        |
| 28 | Usagi Drop                                            | 0:45                | 7. července 2011                           | 15. září 2011                           | 11              | Production I.G                         | [ 18 ] [ 19 ]        |
| 29 | No. 6                                                 | 1:15                | 7. července 2011                           | 15. září 2011                           | 11              | Bones                                  | [ 18 ] [ 19 ] [ 20 ] |
| 30 | Un-Go                                                 | 0:45                | 13. října 2011                             | 22. prosince 2011                       | 11              | Bones                                  | [ 21 ]               |
| 31 | Guilty Crown                                          | 1:15                | 13. října 2011                             | 22. března 2012                         | 22              | Production I.G                         | [ 22 ]               |
| 32 | Thermae Romae                                         | 0:45                | 12. ledna 2012                             | 26. ledna 2012                          | 3               | DLE                                    | [ 23 ]               |
| 33 | Black Rock Shooter                                    | 0:45                | 2. února 2012                              | 22. března 2012                         | 8               | Ordet a Sanzigen                       | [ 24 ]               |
| 34 | Sakamiči no Apollon                                   | 0:45                | 12. dubna 2012                             | 28. června 2012                         | 12              | MAPPA a Tezuka Productions             | [ 25 ]               |
| 35 | Curitama                                              | 1:15 0:55 (repríza) | 12. dubna 2012 23. dubna 2020 (repríza)    | 28. června 2012                         | 12              | A-1 Pictures                           | [ 26 ] [ 27 ]        |
| 36 | Mojašimon Returns                                     | 0:45                | 5. července 2012                           | 13. září 2012                           | 11              | Širogumi a Telecom Animation Film      | [ 28 ]               |
| 37 | Nacujuki Rendezvous                                   | 1:15                | 5. července 2012                           | 13. září 2012                           | 11              | Dóga Kóbó                              | [ 29 ]               |
| 38 | Psycho-Pass                                           | 0:45 1:20 (repríza) | 11. října 2012 10. července 2014 (repríza) | 21. března 2013 25. září 2014 (repríza) | 22 11 (repríza) | Production I.G                         | [ 30 ]               |
| 39 | Robotics;Notes                                        | 1:15                | 11. října 2012                             | 21. března 2013                         | 22              | Production I.G                         | [ 31 ]               |
| 40 | Katanagatari                                          | 0:45                | 11. dubna 2013                             | 27. června 2013                         | 12              | White Fox                              |                      |
| 41 | Gin no sadži                                          | 0:45                | 11. července 2013                          | 19. září 2013                           | 11              | A-1 Pictures                           | [ 32 ]               |
| 42 | Galilei Donna                                         | 0:50                | 10. října 2013                             | 19. prosince 2013                       | 11              | A-1 Pictures                           | [ 33 ]               |
| 43 | Samurai Flamenco                                      | 1:20                | 10. října 2013                             | 27. března 2014                         | 22              | Manglobe                               | [ 34 ]               |
| 44 | Gin no sadži 2                                        | 0:50                | 9. ledna 2014                              | 27. března 2014                         | 11              | A-1 Pictures                           | [ 32 ]               |
| 45 | Ping Pong                                             | 0:50                | 10. dubna 2014                             | 19. června 2014                         | 11              | Tacunoko Production                    |                      |
| 46 | Rjúgadžó Nanana no maizókin                           | 1:20                | 10. dubna 2014                             | 19. června 2014                         | 11              | A-1 Pictures                           |                      |
| 47 | Zankjó no Terror                                      | 0:50                | 10. července 2014                          | 25. září 2014                           | 11              | MAPPA                                  | [ 35 ]               |
| 48 | Psycho-Pass 2                                         | 0:50                | 9. října 2014                              | 18. prosince 2014                       | 11              | Tacunoko Production                    |                      |
| 49 | Šigacu wa kimi no uso                                 | 1:15                | 9. října 2014                              | 19. března 2015                         | 22              | A-1 Pictures                           |                      |
| 50 | Saenai Heroine no sodatekata                          | 0:50                | 8. ledna 2015                              | 26. března 2015                         | 13              | A-1 Pictures                           |                      |
| 51 | Punch Line                                            | 0:55                | 9. dubna 2015                              | 25. června 2015                         | 12              | MAPPA                                  |                      |
| 52 | Ranpo kitan: Game of Laplace                          | 0:55                | 2. července 2015                           | 17. září 2015                           | 11              | Lerche                                 |                      |
| 53 | Subete ga F ni naru                                   | 0:55                | 8. října 2015                              | 17. prosince 2015                       | 11              | A-1 Pictures                           |                      |
| 54 | Boku dake ga inai mači                                | 0:55                | 7. ledna 2016                              | 24. března 2016                         | 12              | A-1 Pictures                           |                      |
| 55 | Kótecudžó no kabaneri                                 | 0:55                | 7. dubna 2016                              | 30. června 2016                         | 12              | Wit Studio                             |                      |
| 56 | Battery                                               | 0:55                | 14. července 2016                          | 22. září 2016                           | 11              | Zero-G                                 | [ 36 ]               |
| 57 | Fune o amu                                            | 0:55                | 13. října 2016                             | 23. prosince 2016                       | 11              | Zexcs                                  | [ 37 ] [ 38 ]        |
| 58 | Kuzu no honkai                                        | 0:55                | 12. ledna 2017                             | 30. března 2017                         | 12              | Lerche                                 | [ 39 ] [ 40 ]        |
| 59 | Saenai Heroine no sodatekata: Flat                    | 0:55                | 13. dubna 2017                             | 23. června 2017                         | 12              | A-1 Pictures                           | [ 41 ] [ 42 ]        |
| 60 | Dive!!                                                | 0:55                | 6. července 2017                           | 21. září 2017                           | 12              | Zero-G                                 | [ 43 ]               |
| 61 | Inujašiki                                             | 0:55                | 12. října 2017                             | 22. prosince 2017                       | 11              | MAPPA                                  | [ 44 ]               |
| 62 | Koi wa ameagari no jó ni                              | 0:55                | 12. ledna 2018                             | 29. března 2018                         | 12              | Wit Studio                             | [ 45 ]               |
| 63 | Wotaku ni koi wa muzukašii                            | 0:55                | 12. dubna 2018                             | 22. června 2018                         | 11              | A-1 Pictures                           | [ 46 ]               |
| 64 | Banana Fish                                           | 0:55                | 5. července 2018                           | 20. prosince 2018                       | 24              | MAPPA                                  | [ 47 ]               |
| 65 | Jakusoku no Neverland                                 | 0:55                | 11. ledna 2019 říjen 2020 (repríza)        | 29. března 2019                         | 12              | CloverWorks                            | [ 48 ]               |
| 66 | Sarazanmai                                            | 0:55                | 12. dubna 2019                             | 21. června 2019                         | 11              | MAPPA a Lapin Track                    | [ 49 ]               |
| 67 | Given                                                 | 0:55                | 12. července 2019                          | 20. září 2019                           | 11              | Lerche                                 | [ 50 ]               |
| 68 | Psycho-Pass 3                                         | 0:55                | 25. října 2019                             | 13. prosince 2019                       | 8               | Production I.G                         | [ 51 ]               |
| 69 | Učitama?! Uči no Tama širimasen ka?                   | 0:55                | 10. ledna 2020                             | 20. března 2020                         | 11              | MAPPA a Lapin Track                    | [ 52 ]               |
| 70 | Fugó keidži – Balance: Unlimited                      | 0:55                | 10. dubna 2020                             | 25. září 2020                           | 11              | CloverWorks                            | [ 53 ]               |
| 71 | 2.43: Seiin kókó danši Volley-bu                      | 0:55                | 8. ledna 2021                              | 26. března 2021                         | 12              | David Production                       | [ 54 ]               |
| 72 | Jakusoku no Neverland 2                               | 1:25                | 8. ledna 2021                              | 26. března 2021                         | 11              | CloverWorks                            | [ 55 ]               |
| 73 | Bakuten!!                                             | 0:55                | 9. dubna 2021                              | 25. června 2021                         | 12              | Zexcs                                  | [ 56 ]               |
| 74 | Heion sedai no idaten-tači                            | 0:55                | 23. července 2021                          | 1. října 2021                           | 11              | MAPPA                                  | [ 57 ]               |
| 75 | Ósama Ranking                                         | 0:55                | 15. října 2021                             | 25. března 2022                         | 23              | Wit Studio                             | [ 58 ]               |
| 76 | Jofukaši no uta                                       | 0:55                | 8. července 2022                           | bude oznámeno                           | 13              | Liden Films                            | [ 59 ]               |
| 77 | Urusei jacura                                         | bude oznámeno       | říjen 2022                                 | bude oznámeno                           | 46              | David Production                       | [ 60 ]               |

### Filmy
| Č. | Název                                                            | Premiéra           | Studio                 | Zdroje |
| -- | ---------------------------------------------------------------- | ------------------ | ---------------------- | ------ |
| 1  | Higaši no Eden sóšúhen: Air Communication                        | 26. září 2009      | Production I.G         |        |
| 2  | Higaši no Eden gekidžóban: The King of Eden                      | 28. listopadu 2009 | Production I.G         |        |
| 3  | Higaši no Eden gekidžóban: Paradise Lost                         | 13. března 2010    | Production I.G         |        |
| 4  | Un-Go: Ingaron                                                   | 19. listopadu 2011 | Bones                  |        |
| 5  | Tošokan sensó: Kakumei no cubasa                                 | 16. června 2012    | Production I.G         |        |
| 6  | Gekidžóban Ano hi mita hana no namae o bokutači wa mada širanai. | 31. srpna 2013     | A-1 Pictures           |        |
| 7  | Gekidžóban Psycho-Pass                                           | 9. ledna 2015      | Production I.G         |        |
| 8  | Taifú no Noruda                                                  | 5. června 2015     | Studio Colorido        |        |
| 9  | Kokoro ga sakebitagatterunda.                                    | 19. září 2015      | A-1 Pictures           |        |
| 10 | Šiša no teikoku                                                  | 2. října 2015      | Wit Studio             |        |
| 11 | Harmony                                                          | 13. listopadu 2015 | Studio 4°C             |        |
| 12 | Kótecudžó no kabaneri sóšúhen zenpen: Cudou hikari               | 31. prosince 2016  | Wit Studio             |        |
| 13 | Kótecudžó no kabaneri sóšúhen kóhen: Moeruinoči                  | 7. ledna 2017      | Wit Studio             |        |
| 14 | Gjakusacu kikan                                                  | 3. února 2017      | Manglobe a Geno Studio |        |
| 15 | Joru wa midžikaši aruke jo otome                                 | 7. dubna 2017      | Science SARU           |        |
| 16 | Joake cugeru Lu no uta                                           | 19. května 2017    | Science SARU           |        |
| 17 | Penguin Highway                                                  | 17. srpna 2018     | Studio Colorido        |        |
| 18 | Psycho-Pass: Sinners of the System Case 1 – Cumi to bači         | 25. ledna 2019     | Production I.G         |        |
| 19 | Psycho-Pass: Sinners of the System Case 2 – First Guardian       | 15. května 2019    | Production I.G         |        |
| 20 | Psycho-Pass: Sinners of the System Case 3 – Onšú no kanata ni    | 8. března 2019     | Production I.G         |        |
| 21 | Birthday Wonderland                                              | 26. dubna 2019     | Signal.MD              |        |
| 22 | Kabaneri ze Železné pevnosti: Bitva o Unato                      | 10. května 2019    | Wit Studio             | [ 61 ] |
| 23 | Kimi to, nami ni noretara                                        | 21. června 2019    | Science SARU           | [ 62 ] |
| 24 | Sora no aosa o širu hito jo                                      | 11. října 2019     | CloverWorks            | [ 63 ] |
| 25 | Saenai Heroine no sodatekata: Fine                               | 26. října 2019     | CloverWorks            | [ 64 ] |
| 26 | Psycho-Pass 3: First Inspector                                   | 27. března 2020    | Production I.G.        |        |
| 27 | Given                                                            | 22. srpna 2020     | Lerche                 |        |
| 28 | Bakuten!!                                                        | 2. července 2022   | Zexcs                  | [ 65 ] |
| 29 | Eiga Estab Life: Revengers' Road                                 | 2023               | Polygon Pictures       | [ 66 ] |